# Kalkbergwerk am Königsberg
Das Kalkbergwerk am Königsberg ist ein Besucherbergwerk in Wolfstein in Rheinland-Pfalz. Es war das am längsten betriebene Kalkbergwerk am Königsberg, bis 1967 wurde hier Kalkstein abgebaut. Sämtliche Einrichtungen, sowohl unter als auch über Tage, sind noch im Original vorhanden, weshalb es als Industriedenkmal von besonderem Rang gilt.

## Geschichte
Der Königsberg ist durchzogen von alten Stollen, besonders seit dem 17. und 18. Jahrhundert wurde hier nach Schwerspat, Eisenerz, Quecksilber und Steinkohle gegraben. Es gab auch eine ganze Anzahl von Kalkbergwerken rund um den Königsberg, die entsprechend viele Arbeitsplätze boten. Die Bergwerke wurden nach und nach stillgelegt, als die Bodenschätze an anderen Orten wirtschaftlicher (über Tag und in höherer Konzentration) gewonnen werden konnten. Am längsten, bis 1967, hielt sich das Kalkbergwerk Kappel.
Wann der heute als Besucherbergwerk dienende Betrieb eröffnet wurde, ist nicht bekannt. Seit 1857 wurde zuerst von den Brüdern Jakob und Peter Kappel, und danach von Peter Kappels Nachfahren Kalk abgebaut. Der Kalkabbau der Familie Kappel konzentrierte sich damals zuerst auf das Kalkbergwerk in der Selbach. 1911 erweiterte Heinrich Kappel den Betrieb durch den Kauf der Ausbeutungsrechte des heutigen Besucherbergwerks (Hauptstraße) für damals 5.000 Goldmark. Das Kalkbergwerk blieb bis 1980 im Besitz der Familie Otto Kappel. In den 1950er Jahren waren im Bergwerk an der Hauptstraße sechs bis sieben Leute beschäftigt, davon drei unter Tage. Zu dieser Zeit produzierte man wöchentlich 40 Tonnen gebrannten Kalk. Zuletzt arbeitete nur noch Otto Kappel alleine in seinem Betrieb (sowohl unter als auch über Tage) und schaffte eine wöchentliche Produktion von 8 Tonnen.
Im Zweiten Weltkrieg  dienten die Stollen wegen fehlender Bunkerräume vielen Menschen aus Wolfstein als sicherer Unterschlupf bei Fliegeralarm.

## Besucherbergwerk
Der heutige gute Zustand und der Erhalt sämtlicher Einrichtungen ist dem jahrelangen Engagement Otto Kappels zu verdanken, der bereits in den frühen 1960er Jahren die Vision eines Besucherkalkbergwerks hatte und damals auf eigene Kosten wichtige bergbauliche Maßnahmen zur langfristigen Sicherung der Einrichtungen ergriff. Kappels Vision von einem Industriedenkmal als Anziehungsmagnet für den Tourismus wurde zu Beginn der 1980er Jahre durch den Ausbau des Kalkbergwerks zum Besucherbergwerk realisiert.
Die Grubenbahn bringt die Besucher durch den Stollen in den Berg. Dort, 50 Meter unter Tage, beginnt ein Rundweg, der zu den alten Abbaustellen führt. Dabei werden Arbeitsweise und historische Arbeitsbedingungen der Bergleute veranschaulicht, und der Besucher erhält Einblicke in die Geologie des Königsbergs, deren Besonderheiten bereits vor der Öffnung für allgemeine Besucher Gegenstand einer wissenschaftlichen Doktorarbeit im Fach Geologie waren. Auch die Einrichtungen über Tage, so die Brennöfen und Kalkmühlen, sind noch vollständig erhalten, und werden im Rahmen der Bergwerksführung gezeigt.
Das Bergwerk ist von März bis Anfang November an Sonn- und Feiertagen geöffnet, für Gruppen nach Voranmeldung auch an Werktagen.